# Света Петка (Лерин)
Света Петка (грч. Αγία Παρασκευή, Аја Параскеви) је насеље у Грчкој у општини Лерин, периферија Западна Македонија. Према попису из 2021. било је 109 становника.
Македонски историчар Тодор Симовски, 1998. године наводи да је Света Петка словенско насеље.

## Становништво
| Година       | 1951 | 1961 | 1971 | 1981 | 1991 | 2001 | 2011 |
| ------------ | ---- | ---- | ---- | ---- | ---- | ---- | ---- |
| Становништво | 644  | 424  | 232  | 231  | 206  | 209  | 136  |